# Hugo van Oignies

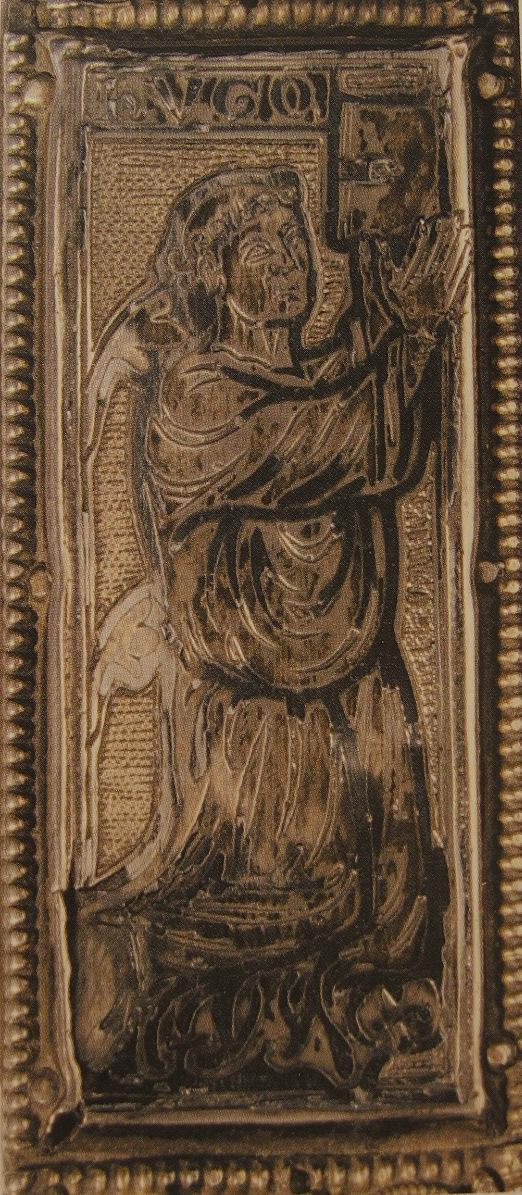
Zelfportret van Hugo d'Oignies

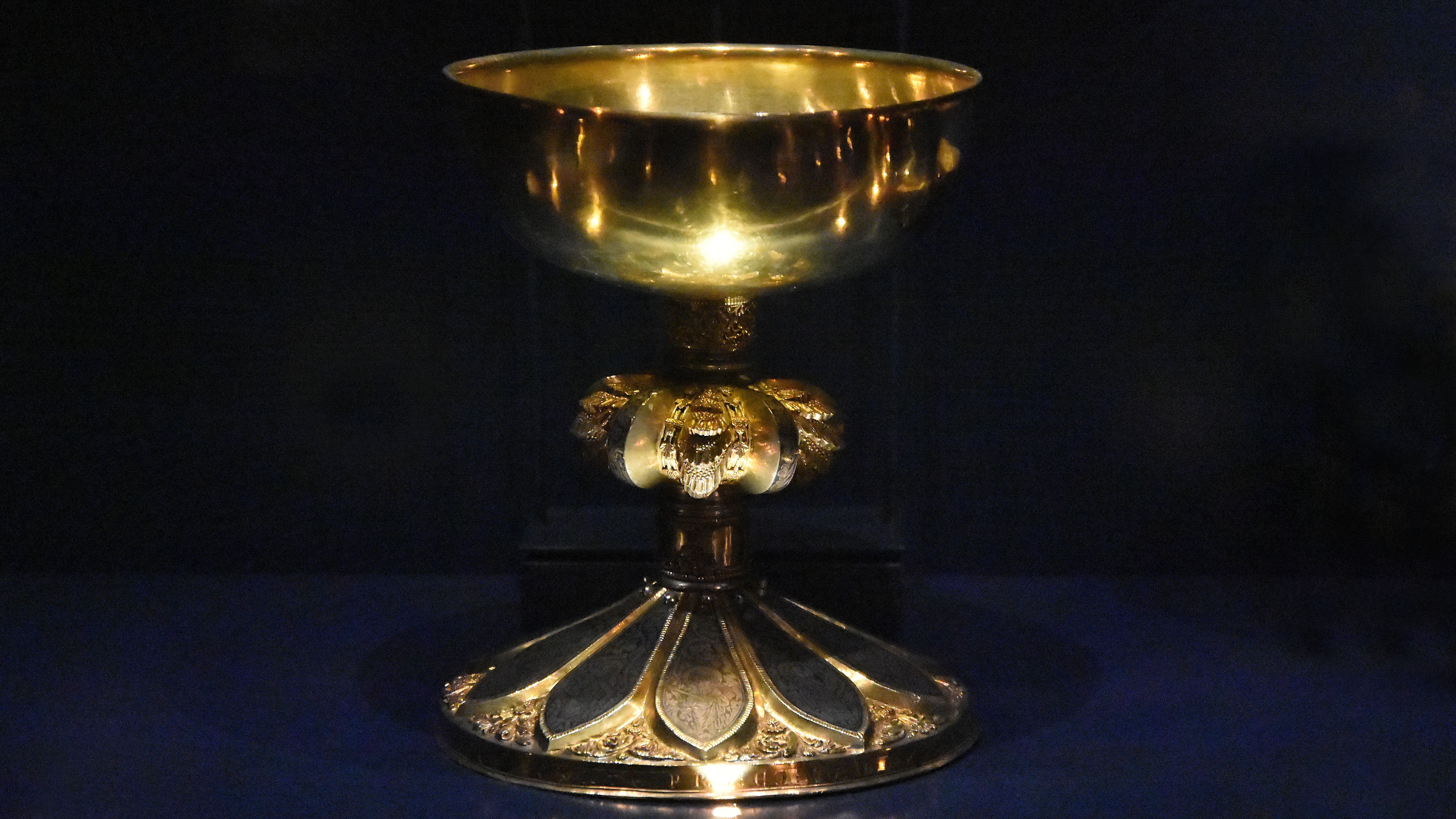
De kelk van de kerkschat van Oignies, gesigneerd door Hugo van Oignies

Hugo van Oignies of Hugo van Walcourt (geboren voor 1187 en werkzaam tot 1238) was een Maaslandse edelsmid en een broeder van de voormalige priorij van Oignies in Oignies in de tegenwoordige Belgische gemeente Aiseau-Presles. Hugo dankt zijn plaats in de kunstgeschiedenis aan de door hem vervaardigde rijk gedecoreerde reliekhouders, die de kern vormen van de kerkschat van Oignies. Deze kerkschat werd beheerd door de zustergemeenschap van de Onze-Lieve-Vrouw in Namen en is een van de zeven wonderen van België. Hierna werd de schat overgedragen aan de Koning Boudewijnstichting en tentoongesteld in het Musée provincial des Arts anciens du Namurois.

## De kerkschat van de priorij van Oignies

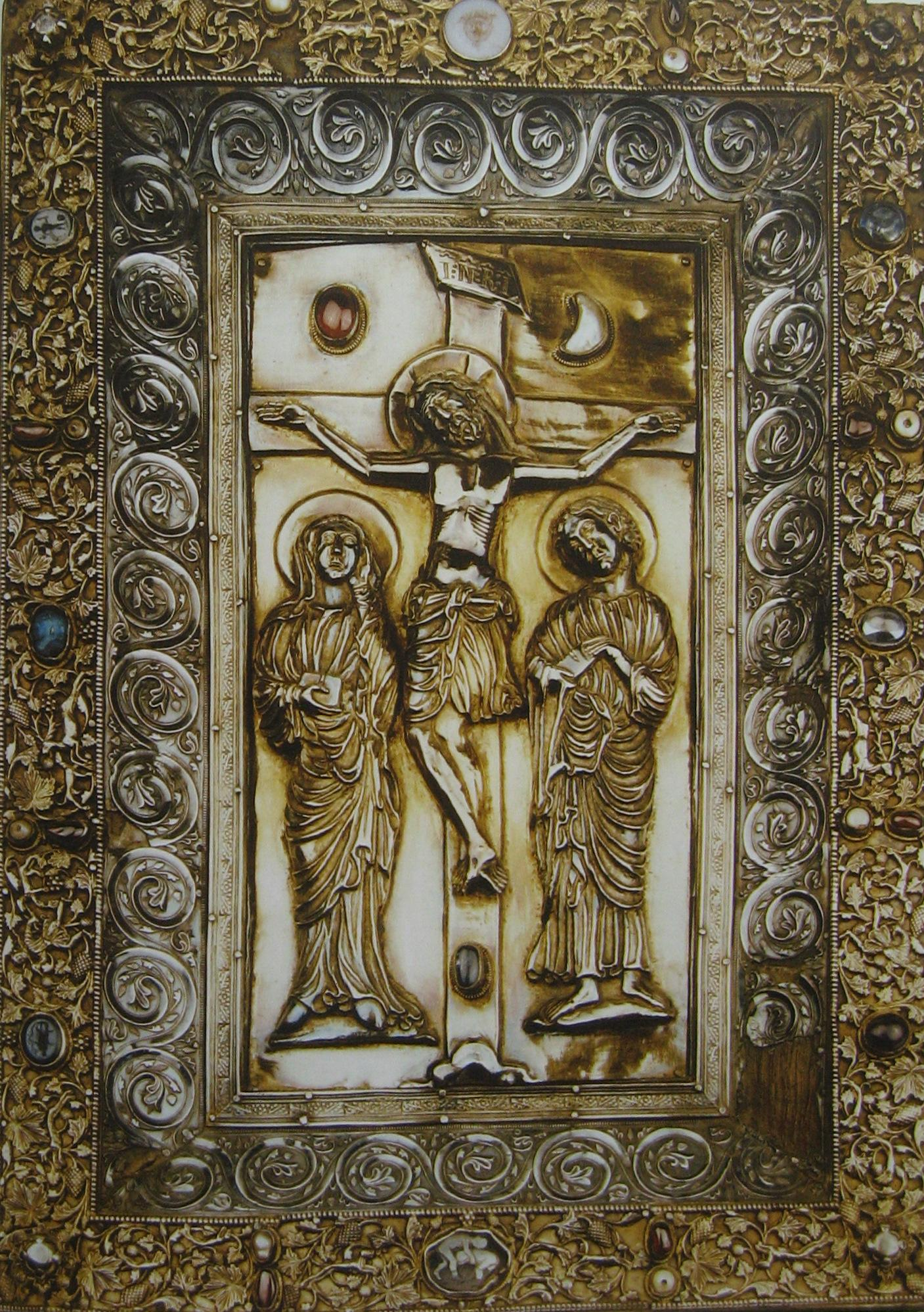
boekband van het Evangeliarium van Oignies met de kruisiging van Christus

### Herkomst
Over het leven van Hugo is niet meer bekend dan dat hij vóór 1187 in Walcourt geboren werd en samen met zijn drie broers rond 1192 het initiatief nam om in Oignies een priorij gewijd aan de H. Nicolaas te stichten. Zijn broer Egidius bleef tot diens dood in 1233 hier de prior. Het klooster ontwikkelde zich al snel tot een belangrijk bedevaartsoord nadat de heilige Maria van Oignies in 1207 haar kluis naast de kerk van de priorij inrichtte. Een gevolg hiervan was dat het klooster een aantal belangrijke relieken ontving van deze bezoekers. Zo kwam het klooster via de theoloog en kruisvaarder Jacques de Vitry in bezit van een stukje van een rib van Sint Petrus en een splinter van het Heilige Kruis. De aanwezigheid van deze belangrijke relieken trok nog meer pelgrims aan en het was voor het tentoonstellen van deze kostbaarheden dat broeder Hugo een groot aantal reliekhouders ontwierp. Daarnaast vervaardigde hij nog een miskelk en een boekband van een Evangeliarium voor de priorij. Tezamen met een aantal andere kostbaarheden vormen deze objecten de kerkschat van Oignies.
Uitzonderlijk is dat de kerkschat ook na het opheffen van de priorij in 1796 door de Franse revolutionairen vrijwel in zijn geheel bewaard en bij elkaar bleef. Slechts enkele objecten bevinden zich nu op andere locaties omdat ze door de laatste prior aan andere kerken geschonken werden. Zo bevinden zich in de Koninklijke Musea voor Kunst en Geschiedenis in Brussel een tweetal reliekhouders van de hand van Hugo van Oignies afkomstig uit de kerkschat. Het leeuwendeel van de schat werd echter in 1818 toevertrouwd aan de zusters van de Onze-Lieve-Vrouw te Namen. Tot 2010 bevonden de objecten zich in hun zorg en werden ze tentoongesteld in een museum dat welgeteld één zaaltje telde.

### Karakteristiek
Het oudste object uit de kerkschat stamt uit 1228, het laatste werk van Hugo dateert van 1238. De huidige inventaris telt 36 nummers. Hiervan zijn 23 objecten van de hand van broeder Hugo of zijn atelier.

## Andere werken
Naast de kerkschat van Oignies worden er nog andere werken, veelal op stilistische gronden, toegeschreven aan (het atelier van) Hugo. Zo bevindt zich in de collegiale kerk van Fosses-la-Ville een deel van de borstreliekhouder van Sint-Feuillen en ook het British Museum en het Metropolitan Museum of Art hebben werken in hun collectie uit de omgeving van Hugo d'Oignies.

## Stijl
Het werk van Hugo d'Oignies bevindt zich op het breukvlak van de Romaanse Maaslandse edelsmeedkunst en de vroege gotiek. De nabloei van de edelsmeed- en geelgieterskunst van het Maas- en Rijngbebied openbaart zich in het werk van Hugo; met hem staan we definitief in de dertiende eeuw.

## Techniek en materialen
Hugo gebruikte materialen zoals goud, zilver, koper, email, bergkristal, cameeën en andere (half)edelstenen.
Hij gebruikt technieken als gieten, stempelen, drijven, graveren, ciseleren, niëllo, cabochon en filigraanwerk.

## Signeren
Uniek voor deze periode is het feit dat Hugo van Oignies een aantal van zijn werken signeerde. Zo staat er in de voet van de miskelk uit 1228 gegraveerd: "Hugo me fecit: Orate pro eo". Dit kan vertaald worden als: "Ik ben gemaakt door Hugo; bid voor hem". Bovendien voorzag hij de boekband die hij voor de priorij maakte van een zelfportret. Ter rechterzijde van de zegenende Christus heeft hij zichzelf afgebeeld in niëllo als (aan)biddende monnik.